# 狐島吉次
狐島 吉次（きつねじま よしつぐ）は、戦国時代から安土桃山時代にかけての人物。紀伊国雑賀荘の土豪で、雑賀衆の一人。名字は狐嶋とも書かれ、嶋本 吉次（しまもと よしつぐ）ともされる。

## 略歴
吉次は雑賀荘狐島（和歌山市狐島）にある左衛門大夫道場（現在の覚円寺）の道場主で、雑賀の一向門徒をまとめる年寄衆の一人だった。
永禄5年（1562年）7月、日高川流域の有力者・湯河直春が雑賀衆と起請文を交わしているが、その宛先となる雑賀衆36名の中に「狐嶋 左衛門大夫」と記されている。
元亀元年（1570年）に始まる石山合戦では、雑賀衆は本願寺に味方した。天正3年（1575年）5月、雑賀の年寄衆である吉次と岡了順、湊高秀、松江定久は、本願寺の法主・顕如に対して馳走する旨を誓った起請文を、本願寺の一門一家衆寺院である慈敬寺および常楽寺に差し出している。
天正5年（1577年）2月から3月にかけ、雑賀は織田信長により攻められ、雑賀衆は降伏した（紀州征伐）。同年3月15日付で、織田信長から鈴木重秀ら7人に宛て赦免状が下されたが、その中に「嶋本左衛門大夫」（吉次）の名もある。こうして降伏した雑賀衆だったが、この後も本願寺への助力を続けた。
天正7年（1579年）12月、織田方との講和にあたって、吉次ら雑賀の年寄衆が本願寺に召集された。天正8年（1580年）3月、朝廷からの勅使に対し狼藉を働く者が雑賀衆にいたため、吉次・湊高秀・岡吉正・松江定久の4人の年寄衆と鈴木重秀が連署して、下間頼廉に誓紙を提出している。
織田信長との和睦を進める顕如に対し、顕如の子の教如はそれに反対した。天正8年（1580年）閏3月13日、教如から吉次や岡了順、岡吉正に宛てて、織田信長への抗戦を求める書状が送られている。この書状の宛先となっていることから、吉次は教如を支持していたものとみられる。
しかし、4月8日、吉次は他の年寄衆を含む9名の雑賀衆と共に、顕如の意向に従うとする誓紙を本願寺年寄衆3人（下間頼廉・仲之・頼龍）に提出した。4月9日、顕如は大坂本願寺を出て、翌10日に雑賀荘の鷺森に到着し、教如も同年8月2日に大坂を退去し、雑賀へと下っている。